# Bartholomäus Heintzler
Bartholomäus Heintzler  (Heinzler, Hausler) (* im 17. Jahrhundert; † 3. Mai 1729 in Ybbs an der Donau) war ein österreichischer Orgelbauer. 

## Leben
Bartholomäus Heintzler war als Orgelbauer vorwiegend in Ybbs an der Donau tätig. Er reparierte nachweislich 1703, 1705 und 1714 mehrere Orgelpositive in Melk. 1706 wurde er beauftragt, die Orgel aus der alten Kirche in den Prandtauer-Neubau umzusetzen und überarbeitete sie. Als sein Hauptwerk gilt die Orgel der Stiftskirche von Göttweig (1704), die nicht erhalten ist. Da keines seiner Instrumente mehr besteht, kann sein Können als Orgelbauer heute nicht mehr beurteilt werden. Bis zu seinem Tod war er Mitglied des äußeren Rates in Ybbs.

## Werkliste
| Jahr | Ort                | Gebäude                   | Bild | Manuale | Register | Bemerkungen                             |
| ---- | ------------------ | ------------------------- | ---- | ------- | -------- | --------------------------------------- |
| 1704 | Furth bei Göttweig | Stift Göttweig            |      |         |          | nicht erhalten                          |
| 1708 | Matzleinsdorf      | Pfarrkirche Matzleinsdorf |      |         |          | nicht erhalten                          |
| 1725 | Ybbs an der Donau  | Pfarrkirche Ybbs          |      |         |          | Gehäuse erhalten                        |
| 1735 | Ybbs an der Donau  | Franziskanerkirche        |      |         |          | 1789 nach Pfarrkirche Gaming übertragen |